# كوريا
كوريا  (بالهانغل: 한국 | تسمى أيضاً دولة الهان 조선)، وعرفها المنغول باسم سولونغوس (بالمنغولية: Солонгос)‏، هي منطقة جغرافية تقع في شرق آسيا قسمت إلى دولتين ذات سيادة هما: كوريا الشمالية وكوريا الجنوبية. تشكل الدولتين معاً شبه الجزيرة الكورية، وتحدها الصين من الشمال الغربي، وروسيا من الشمال الشرقي، ويفصلها عن اليابان إلى الشرق مضيق كوريا وبحر اليابان (بحر الشرق)، ويفصلها عن تايوان من الجنوب بحر الصين الشرقي.
أثَّر تبني نظام الكتابة الصيني (الهانجا في كوريا) في القرن الثاني قبل الميلاد والبوذية في القرن الرابع الميلادي بشكل عميق على ممالك كوريا الثلاث والتي وحدتها سلالة شلا (57 قبل الميلاد إلى 937 بعد الميلاد) تحت حكم الملك منمو. هزمت مملكة شلا الموحدة على يد سلالة غوريو في 935 في نهاية عصر ممالك كوريا الثلاث الأخيرة. تعتبر غوريو دولة متحضرة حيث اخترعت الجيكجي في القرن الرابع عشر، ومع ذلك فإن غزوات المغول في القرن الثالث عشر أضعفتها وحولتها لدولة تابعة. بعد سقوط إمبراطورية المغول أثرت العديد من الصراعات فيها أدت في النهاية لاستبدالها بسلالة جوسون في 1388.
شهدت جوسون فترة من السلام امتدت لأكثر من 200 سنة تضمنت اختراع الألفبائية الكورية (الهانغل) على يد الملك سيجونغ العظيم في القرن الرابع عشر، بالإضافة لارتفاع نير الكونفوشيوسية في الدولة. سياسة كوريا الانعزالية في الفترة الأخيرة من عهدها جعلت الغرب يطلق عليها اسم مملكة الناسك. بنهاية القرن التاسع عشر أصبحت كوريا المقصد الأساسي لليابان، وفي 1910 قامت اليابان باحتلال كوريا وظلت مستعمرة حتى نهاية الحرب العالمية الثانية في أغسطس 1945.
في 1945 وافق كل من الاتحاد السوفيتي والولايات المتحدة على استسلام القوات اليابانية في كوريا في أعقاب ما حصل في الحرب العالمية الثانية، لتصبح كوريا مقسمة إلى قسمين على امتداد خط عرض 38 حيث يخضع الشمال لحكم الاتحاد السوفيتي فيما يخضع الجنوب لحكم الجيش العسكري الأمريكي. أدت هذه الظروف إلى تقسيم كوريا بواسطة القوتين الكبرى، ولكن الوضع تفاقم لعدم اتفاقهما على شروط الاستقلال الكوري. بدأت الحرب الباردة وبدأ التنافس بعد نشوء حكومتين تتمحور سياستها حول الأيدولوجيات الخاصة بالقوتين الكبرى، مما أدى في النهاية إلى إيجاد كيانين سياسيين منفصلين هما كوريا الشمالية وكوريا الجنوبية.
تعتبر كوريا الشمالية (رسمياً: جمهورية كوريا الشعبية الديمقراطية) دولة ذات حزب واحد وتتمحور سياستها حول أيدولوجية الزوتشيه لكم إل سنغ والذي اتبع سياسة الاقتصاد المخطط المركزي. تعتبر كوريا الجنوبية (رسمياً: جمهورية كوريا) دولة ذات أحزاب متعددة وتعتمد على الاقتصاد السوقي الرأسمالي ولها عضوية في منظمة التعاون والتنمية الاقتصادية بالإضافة لعضوية في مجموعة العشرين.

## الاسم
الرئيس الكوري الجنوبي " يون سيوك " أثناء حديثه للطلاب والأساتذه في جامعة الملك سعود بالرياض : 
أنتم العرب الذين اطلقتم اسم " كوريا " علينا قبل ألف عام واصبحت فيما بعد اسم رسمي لبلادنا.
معلومة صحيحة / كان اسمها قديماً " مملكة غوريو " لكن التجار العرب بعد الفتوحات كانوا يسمونها بدلاً من غوريو الى " كوريا " أثناء التبادل الثقافي والتجاري بين المنطقتين ليصبح الاسم رائجاً حتى يومنا هذا.
استمد الاسم «كوريا» من اسم مملكة غوريو الحاكمة في إحدى فترات التاريخ الكوري، والتي بدورها استمدت اسمها من المملكة القديمة غوغوريو. سمّيت أيضاً (كوريو) وهو اسم المملكة القديمة قبل أن يغيره الملك جانغسو [الإنجليزية] في القرن الخامس. في اللغة الكورية يشار إلي كوريا كدولة واحدة باسم (هان غك) (한국) في كوريا الجنوبية و (تشوسون) (조선) في كوريا الشمالية. ينطق الاسم الآخر (جوسون) أيضاً، ويعود الاسم إلى سلالة جوسون وسابقتها غوجوسون. كما يطلق على كوريا أيضاً اسم (أرض الصباح الهادئ) وهي استعارة من حروف كلمة (جوسون) في الهانجا.

## التاريخ

### ما قبل التاريخ وغوجوسون
اكتشفت الأكاديمية الكورية في أمريكا الشمالية أحافير لشبيه الإنسان يعود تاريخها إلى حوالي 100 ألف سنة قبل الميلاد في الحمم في موقع لمدينة متحجرة في كوريا.تحليلات الفلورسنت والمغناطيسية العالية تشير إلى أنه من الممكن أن تعود هذه الأحافير إلى 300 ألف سنة قبل الميلاد. أفضل فخار كوري محفوظ يعود لحوالي 10 آلاف سنة قبل الميلاد في العصر الحجري القديم الكوري، ويبدأ العصر الحجري الحديث الكوري قبل حوالي 6,000 سنة قبل الميلاد.
تصف أسطورة تأسيس غوجوسون دانغن كسليل السماء عندما أسس مملكته في 2333 قبل الميلاد وحتى سقطت في 108 قبل الميلاد. تقع العاصمة الأصلية على حدود منشوريا وكوريا حالياً، ولكنها انتقلت إلى المدينة التي عرفت لاحقاً باسم بيونيانغ في كوريا الشمالية. في 108 قبل الميلاد استطاعت سلالة الهان الصينية هزيمة ومان جوسون وقامت بإنشاء مقاطعاتها الأربعة [الإنجليزية] في منطقة الشمال الغربي لشبه جزيرة كوريا وجزء من شبه جزيرة لياودونغ، وتركت العديد من الممالك الصغيرة والكونفدراليات في الجزء الجنوبي والشرقي من شبه الجزيرة. بحلول سنة 75 قبل الميلاد سقطت ثلاث من مقاطعات الهان، ولكن مقاطعة ليلانغ بقيت كمركز حضاري واقتصادي يتعامل مع السلالات الصينية حتى سنة 313 عندما سقطت على يد غوغوريو.
اسم الدولة هو «جوسون» ولكن للتفريق بينها وبين مملكة جوسون التي نشأت في القرن الرابع عشر أضيف المقطع «غو» (قديم) قبل الاسم.

### ممالك كوريا الثلاث البدائية
فترة ممالك كوريا الثلاث البدائية - تدعى أحياناً باسم فترة الدول العديدة - هي أقدم فترة لعصر ممالك كوريا الثلاث حيث امتدت هذه الفترة بعد سقوط غوجوسون ولكن قبل أن تتطور غوغوريو، وبايكتشي، وشلا إلى ممالك بالكامل.
شهدت هذه الفترة تشكل عدد كبير من الدول على أراضي غوجوسون. تشكلت بيو في شمال كوريا وجنوب منشوريا واستمرت من القرن الثاني قبل الميلاد إلى 494، لتسقط أراضيها لصالح غوغوريو في نفس السنة. ادعت كل من غوغوريو وبايكتشي - مملكتين من الممالك الثلاث - أنها الخلف لمملكة بيو. واستطاعت غوغوريو أيضا السيطرة على أراض مملكة أوكجو ومملكة دونغ يي في الجزء الشمالي من كوريا.
يشير مصطلح سامهان إلى ثلاث كونفدراليات هي: كونفدرالية ماهان وكونفدرالية جنهان وكونفدرالية بيونهان وتقع في الجزء الجنوبي من شبه الجزيرة الكورية. تعتبر ماهان هي الأكبر بينها وتحتوي على 54 دولة، في حين تألفت كل من بيونهان وجنهان من 12 دولة، لتشكل 78 دولة في سامهان. تطورت هذه الكونفدراليات الثلاث إلى بايكتشي، وشلا، وغايا.

### ممالك كوريا الثلاث

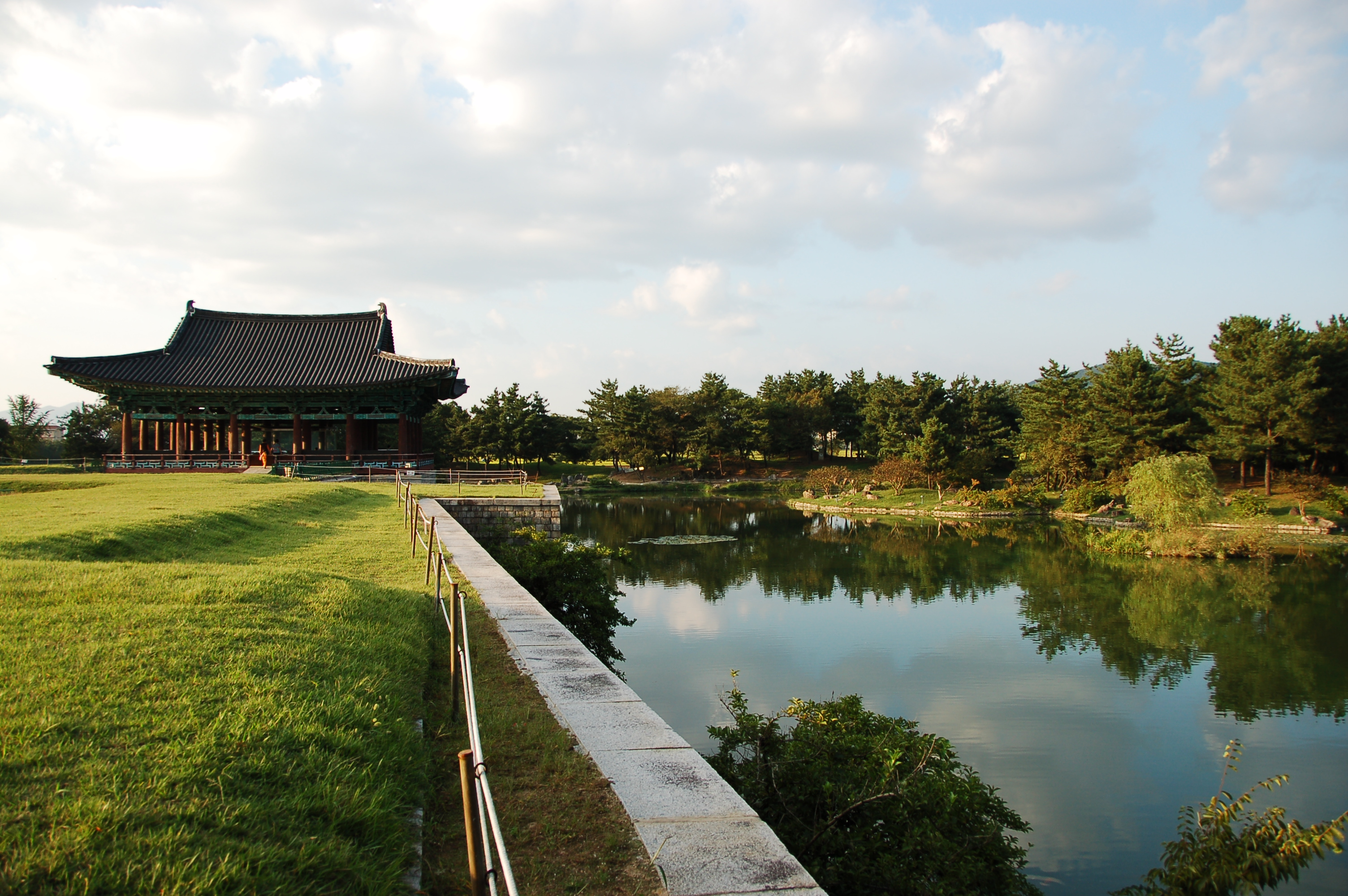
آنابجي (بركة آناب) في مناطق غيونغجو التاريخية.

سيطرت ممالك كوريا الثلاث (غوغوريو، وشلا، وبايكتشي) على شبه الجزيرة وأجزاء من منشوريا في بداية القرن الميلادي الأول. تنافست الدول الثلاث اقتصادياً وعسكرياً.
قامت غوغوريو بتوحيد بيو، وأوكجو، ودونغ يي والدول الأخرى على أراض غوجوسون. كانت غوغوريو الأقوى بين الممالك الثلاث حيث بلغت ذروة قوتها في القرن الخامس عندما استطاع غوانغايتو العظيم وابنه جانغسو توسيع أراضي غوغوريو لتستوعب أغلب منشوريا وجزءاً من منغوليا الداخلية كما استولى على منطقة سول من بايكتشي. قام غوانغايتو العظيم وابنه جانغسو بإخضاع بايكتشي وشلا في فترة حكمهما. بعد القرن السابع دخلت غوغوريو في حرب مع سلالتي سوي وتانغ الصينيتين.
تأسست بايكتشي في المنطقة التي تحيط بمدينة سول في العصر الحديث وأخذت في التوسع جنوباً مبتعدة عن بيونغيانغ خلال ذروة قوتها في القرن الرابع. واستطاعت بايكتشي السيطرة على دول ماهان بالإضافة إلى تحويل الجزء الغربي من شبه الجزيرة الكورية (بما فيها مقاطعات غيونغي، وتشنغتشونغ، وجولا، بالإضافة لأجزاء من هوانغهاي، وغانغوون) إلى حكومة مركزية. تبنت بايكتشي الحضارة الصينية وتقنياتها بسبب اتصالاتها المستمرة مع السلالات الجنوبية بسبب توسع أراضيها. تقترح العديد من الأدلة التاريخية أن الحضارة اليابانية وفنها ولغتها تأثرت بشكل كبير بمملكة بايكتشي وكوريا نفسها.
مع أن سجلات أخرى تذكر أن شلا في الجنوب الشرقي هي أقدم مملكة بين الثلاث إلا أن الاعتقاد السائد حالياً أنها آخر الممالك تطوراً. بحلول القرن الثاني ظهرت شلا كدولة كبرىـ وأخذت تحتل وتسيطر على دول المدن. بدأت شلا باكتساب القوة حين غزت غايا الكونفدرالية في 562. كانت غايا تقع بين بايكتشي وشلا. كانت ممالك كوريا الثلاث تذكر معاً دائماً ولكن شلا كانت تتعرض لضغوط متزايدة من بايكتشي وغوغوريو ولكنها في الوقت نفسه كانت تتحالف مع بايكتشي وغوغوريو من أجل السيطرة على شبه الجزيرة.
في 660 ميلادي أمر الملك ميول جيوشه بمهاجمة بايكتشي. قام الجنرال كم يشن بمساعدة قوات تانغ باحتلال بايكتشي، وفي 661 ميلادي هاجمت شلا وتانغ مملكة غوغوريو لكن غوغوريو استطاعت الانتصار. بدأ الملك منمو ابن الملك تايجونغ ميول وابن أخ كم يشن حملة أخرى في 667 ميلادي وسقطت غوغوريو في السنة التالية.

### فترة دولتي الشمال والجنوب
تنامت قوة شلا في القرن الخامس والسادس والسابع لتشمل جميع أنحاء شبه الجزيرة الكورية. قامت شلا أولاً بغزو جارتها كونفدرالية غايا. بحلول 660 أسست شلا تحالفاً مع سلالة تانغ الصينية لاحتلال بايكتشي وغوغوريو. بعد طرد القوات الصينية وحدت شلا شبه الجزيرة لتؤسس فترة سميت بشلا الموحدة غالباً.
في الشمال، قاد الجنرال داي جويونغ (جنرال سابق من غوغوريو) مجموعة من اللاجئين إلى منطقة جيلين في منشوريا حيث أسس بالهاي (698 ~ 926) وادعت أنها الخلف لغوغوريو. وفي أوج هذه الدولة امتدت أراضيها من شمال منشوريا إلى مقاطعات كوريا الشمالية في وقتنا الحالي. دمرت بالهاي على يد الخيتان في 926.
سقطت شلا الموحدة ليبدأ بعدها عصر ممالك كوريا الثلاث الأخيرة (892 ~ 935). قامت غوريو بعد ذلك بتوحيد الممالك الثلاث الأخيرة واستقبلت اللاجئين من بالهاي.

### غوريو
تم تأسيس غوريو في 918 ميلادي وأصبحت المملكة الحاكمة في كوريا بحلول 936. سميت غوريو بهذا الاسم لأن وانغون اعتبر دولته خلفاً لغوغوريو. ظلت المملكة حتى 1392, وهي مصدر اسم كوريا.
تم تدوين القوانين خلال هذا العصر، وإدخال نظام الخدمة المدنية. ازدهرت البوذية، وانتشرت في أنحاء شبه الجزيرة. كما ازدهر وتطور فخار السيلادون في القرن الثاني عشر والثالث عشر. نشرت تربتاكا كوريانا على 80,000 لوح واخترعت الطابعة المنقولة المعدنية النوع والتي تشهد على إنجازات كوريا الثقافية.
تعرضت غوريو لغزو المغول من 1230 إلى 1270، ولكن السلالة الملكية بقيت الحاكمة حتى 1392، بسبب توقيعها على اتفاقية مع المغول أبقتها ذات سيادة.
في 1350 أصبح الملك غونغمن من إصلاح حكومة غوريو. كان هناك العديد من المشاكل التي كان على غونغمن التعامل معها، بما فيها إبعاد الأرستقراطيين والمسؤولين العسكريين الموالين للمغول، وقضية ملاك الأراضي، وتهدئة العداء المتزايد بين البوذيين وعلماء الكونفوشيوسية.

### جوسون

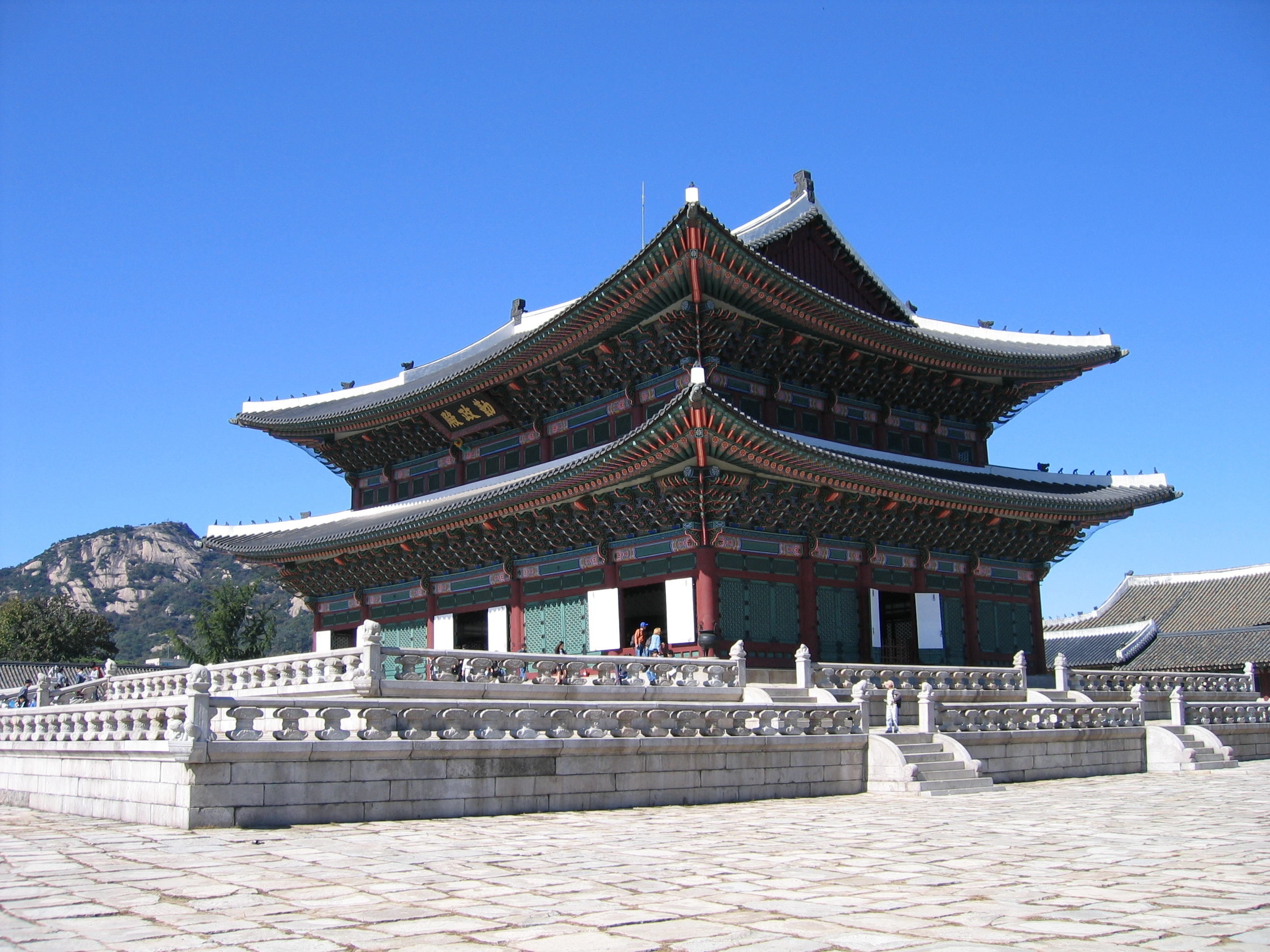
قصر غيونغبوك.

في 1392, أنشأ الجنرال إي سونغ غاي (عرف باسم تايجو لاحقاً) مملكة جوسون (1392 - 1897) وسميت بهذا الاسم تكريماً للمملكة السابقة غوجوسون (غوجوسون هي جوسون الأولى، «غو» تعني «القديمة» حيث أضيفت للتمييز بينها وبين جوسون الحديثة).
نقل تايجو العاصمة إلى هانسونغ (سول الحديثة هانيانغ سابقاً) وبنى قصر غيونغبوك. في 1394 تبنى النوكونفوشيوسية كديانة رسمية للبلاد، مما أدى لفقد البوذيين للنفوذ والثروة.
شهدت جوسون تطوراً في العلم والحضارة. أصدر سيجونغ العظيم (1418 ~ 1450) الألفبائية الكورية المعروفة بالهانغل. شهدت هذه الفترة تطورات حضارية وتقنية بالإضافة لهيمنة النوكونفوشيوسية على ما تبقى من شبه الجزيرة الكورية. قدر عدد العبيد والنوبي على أنهم ثلث سكان جوسون.
بين 1592 و 1598 قامت اليابان بغزو كوريا. حشد تويوتومي هيده-يوشي قواته وحاول غزو قارة آسيا من خلال كوريا، ولكن في نهاية المطاف تم صد قواته من قبل الجيش الصالح، والجيش الكوري والبحرية، بمساعدة من سلالة مينغ الصينية. هذه الحرب شهدت بروز الأميرال إي سن شن والسفينة السلحفاة. وكغنائم حرب أحضر المحاربون اليابانيون ما يقدر بحوالي 100 ألف ~ 200 ألف أنف مقطوع من أنوف الضحايا. وفي 1620 و1630 عانت جوسون من غزو المانشو.
تبع ذلك فترة من السلام في القرن الثامن عشر خلال سنوات الملك يونغجو والملك جونغجو، والذين قادا مملكة جوسون للنهضة الجديدة.
تمسكت الدولة بالانعزالية الصارمة مما أكسبها لقب «مملكة الناسك». هذه السياسة أنشأت حماية ضد الإمبريالية الغربية في المقام الأول، ولكن جوسون اضطرت لفتح تجارتها، ليبدأ العصر المؤدي إلى الحكم الاستعماري الياباني.

### الإمبراطورية الكورية

أقدم علم لكوريا معروض بقي حتى الآن طبع في كتاب البحرية الأمريكية "أعلام الأمم المجاورة للبحر" في يوليو 1889.

تم إبرام معاهدة شيمونوسيكي في 1895 بين الصين واليابان، كنتيجة للحرب الصينية اليابانية (1894 - 1895). نصت المعاهدة على إلغاء العلاقات التقليدية التي كانت بين كوريا والصين والتي جعلتها في دائرة الحماية، وفي نفس السنة اغتيلت الإمبراطورة ميونغسونغ.
في 1897 أعلنت مملكة جوسون أنها أصبحت إمبراطورية باسم إمبراطورية كوريا، وأصبح الملك غوجونغ يلقب بالإمبراطور غوجونغ. شهدت هذه الفترة تنفيذ الإصلاحات الداخلية، وتعزيز القوات العسكرية، وتطوير التجارة والصناعة، وقوانين مسح الأراضي وامتلاكها، نتيجة للزحف السياسي من كوريا واليابان وفرنسا والولايات المتحدة.
النفوذ الروسي في الإمبراطورية كان قوياً حتى هزمت من قبل اليابان في الحرب الروسية اليابانية (1904). في منشوريا قام ناشط الاستقلال آن جنغ غن باغتيال إيتو هيروبومي، القائد العام لكوريا، بسبب محاولته لضم كوريا لليابان.

### الاحتلال الياباني

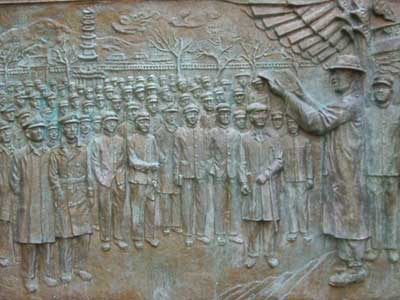
لوحة تذكارية لحركة 1 مارس في حديقة باغودا، سول.

في 1910 قامت قوات عسكرية باحتلال كوريا وإجبارها على توقيع معاهدة ضم كوريا لليابان. وقعت المعاهدة من قبل إي وان يونغ، والذي أعطاه الإمبراطور وكالة شرعية على القرارات. ولكن الإمبراطور نفسه لم يوافق على فقرات المعاهدة وفقاً لما قاله إي تاي جن. دار نزاع شديد حول قانونية هذه المعاهدة بسبب توقيعها تحت وطأة الإكراه، أو التهديد باستعمال القوة، وحتى الرشاوي.
تجلت المقاومة الكورية للوحشية اليابانية في حركة 1 مارس في 1919، والتي قتل خلالها أكثر من سبعة آلاف متظاهر بواسطة الشرطة اليابانية والعسكر. كما انتشرت حركة التحرير الكورية في الدول المجاورة كمنشوريا وسيبيريا.
جند أكثر من خمسة ملايين كوري ليعملوا ابتداء من 1939، واضطر عشرات الآلاف من الرجال للعمل في العسكرية اليابانية. مات ما يقارب 400 ألف عامل كوري بسبب الحرب. وأدخلت حوالي 200 ألف فتاة وامرأة من كوريا والصين للعمل كنساء متعة للجنود اليابانيين. في 1993 أقر أمين مجلس الوزراء الياباني يوهي كونو بالمظالم التي عرفت باسم «نساة المتعة».
أثناء الاستعمار الياباني لكوريا، قمعت اللغة الكورية في محاولة للقضاء على الهوية الوطنية الكورية. أجبر الكوريون على الحصول على ألقاب يابانية تعرف باسم سوشي كايمي. شهدت الحضارة الكورية خسارة كبيرة بسبب تدمر الكثير من الآثار الثقافية أو سرقتها لليابان. حتى هذا اليوم أغلب التحف الكورية القيمة يمكن إيجادها في المتاحف اليابانية أو بين مجموعات خاصة. قامت حكومة كوريا الجنوبية بتحقيق أظهر أن 75,311 من الثروات الثقافية أخذت من كوريا، منها 34,369 في اليابان و 17,803 في الولايات المتحدة. ولكن الخبراء يقدرون أن أكثر من مئة ألف قطعة أثرية ما زالت في اليابان. أقر المسؤولون اليابانيون بإعادة الممتلكات الثقافية الكورية ولكن هذا لم يحدث حتى الآن. وما زالت كوريا واليابان تتنازعان ملكية صخور لاينكورت والجزر الصغيرة الواقعة شرق شبه الجزيرة الكورية.
ارتفع عدد المهاجرين اليابانيين إلى أراضي الإمبراطورية اليابانية فيما وراء البحر خلال العصر الاستعماري بما فيها كوريا. وبنهاية الحرب العالمية الثانية كان هناك ما يقارب 850 ألف ياباني مستوطن في كوريا أعيدوا إلى اليابان بعد نهاية الحرب.

### الحرب الكورية

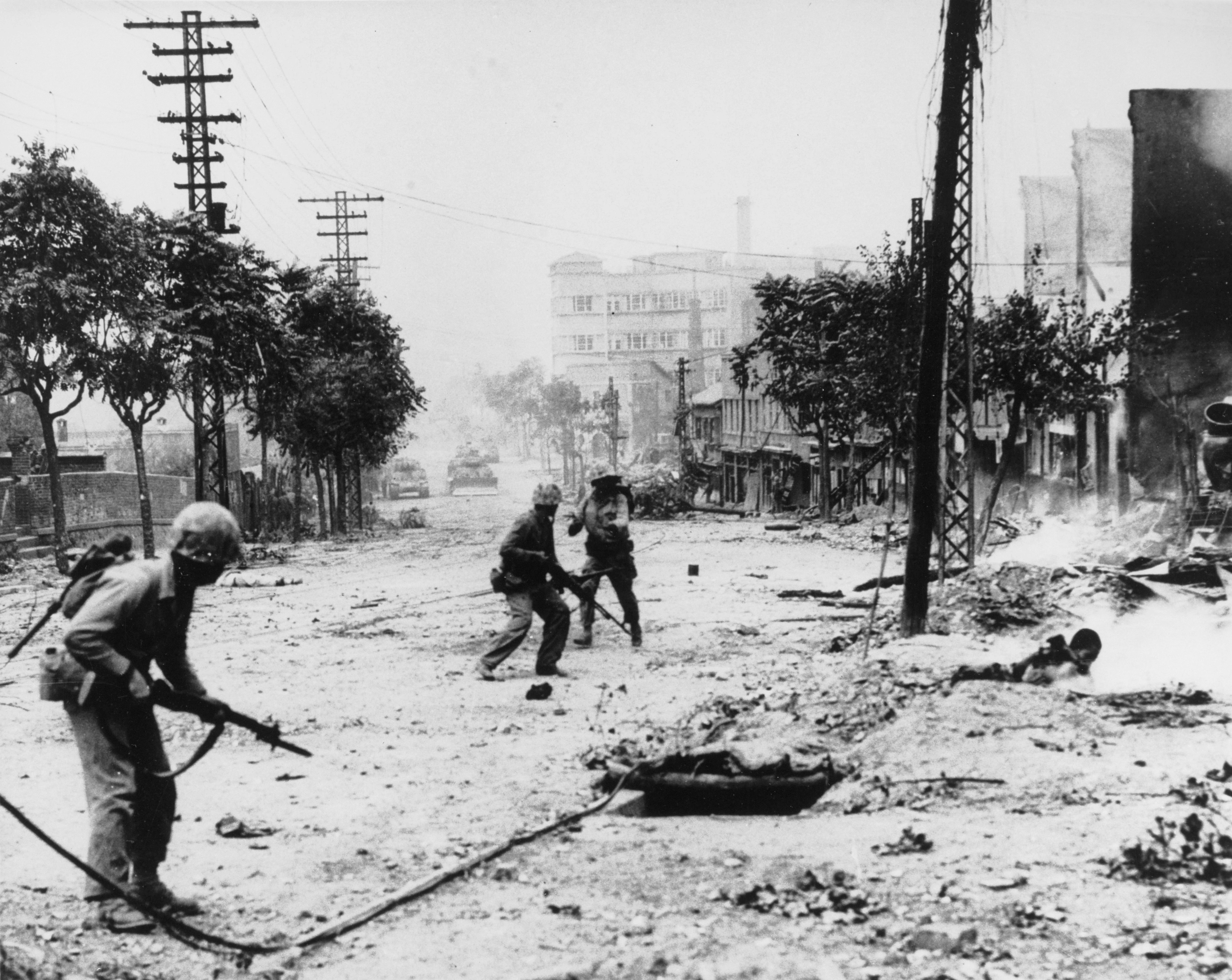
القتال في مناطق الحاضرة في سول 1950، حيث يقاتل مشاة البحرية الأمريكية قوات كوريا الشمالية التي تسيطر على المدينة.

بعد انهزام اليابان في 1945 وضعت الولايات المتحدة خطة للإدارة كوصي، أصبح الاتحاد السوفيتي وصياً على شمال خط عرض 38 بينما أصبحت الولايات المتحدة وصية على القسم الجنوبي. ونتج عن سياسة الحرب الباردة قيام حكومتين منفصلتين في 1948 في كوريا الشمالية وكوريا الجنوبية.
في يونيو 1950 غزت كوريا الشمالية الجنوب واستعملت الدبابات والأسلحة السوفيتية. خلال الحرب الكورية (1950 ~ 1953) مات أكثر من مليون شخص، كما أن الحرب التي دامت ثلاث سنين دمرت أغلب المدن بشكل شبه كامل. انتهت الحرب بالاتفاق على هدنة حول خط الحدود العسكري.

### تقسيم كوريا
بعد انتهاء الحرب العالمية الثانية أصبحت كوريا مقسمة على امتداد خط عرض 38، ليحتل الاتحاد السوفيتي الشمال بينما الجنوب تحت الاحتلال الأمريكي بدعم من دول التحالف الأخرى. ونتيجة لذلك تأسست جمهورية كوريا الشعبية الديمقراطية - جمهورية اشتراكية على النمط السوفيتي - في الجزء الشمالي من كوريا، وفي نفس الوقت تأسست جمهورية كوريا - نظام على النمط الغربي - في الجنوب. بدأت الحرب الكورية عندما غزت كوريا الشمالية بدعم من الاتحاد السوفيتي كوريا الجنوبية مع أنهما لم يكسبا أي أراضي نتيجة لذلك. ما تزال شبه جزيرة كوريا مقسمة وظلت المنطقة المنزوعة السلاح هي الحدود المشتركة بين الدولتين.
ومنذ عام 1960 أخذ الاقتصاد الكوري الجنوبي بالنمو بشكل كبير وتغير الهيكل الاقتصادي لها بشكل جذري. في سنة 1957 عانت كوريا الجنوبية من انخفاض في نصيب الفرد من الناتج المحلي الإجمالي من دولة غانا، وبحلول 2008 ارتفع نصيب الفرد 17 مرة عن دولة غانا.
وفقاً لروديلف ج. روميل فإن ما يقارب من مليون وفاة في كوريا الشمالية من 1948 إلى 1987 كان سببها إما العمل القسري أو الإعدام أو معسكرات الاعتقال. كما قدر البعض الآخر أن عدد الوفيات في معسكرات الاعتقال وحدها بلغ أكر من 400 ألف. وتشير أحدث التقديرات الكورية الشمالية إلى أن حوالي 240 ألف إلى 420 ألف لقوا حتفهم نتيجة لمجاعة 1990 وأن حوالي 600 ألف إلى 850 ألف وفاة غير طبيعية حدثت بين 1993 و 2008.
التوترات مستمرة حتى اليوم والساحة السياسية ما زالت أكثر تعقيداً. أظهرت الولايات المتحدة مخاوف من التوترات بسبب محاولة كوريا الشمالية لاستفزاز كوريا الجنوبية بحمل أصداف جزيرة يونبيونغ والتي تقع على حدود متنازع عليها بين الدولتين.

## الجغرافيا

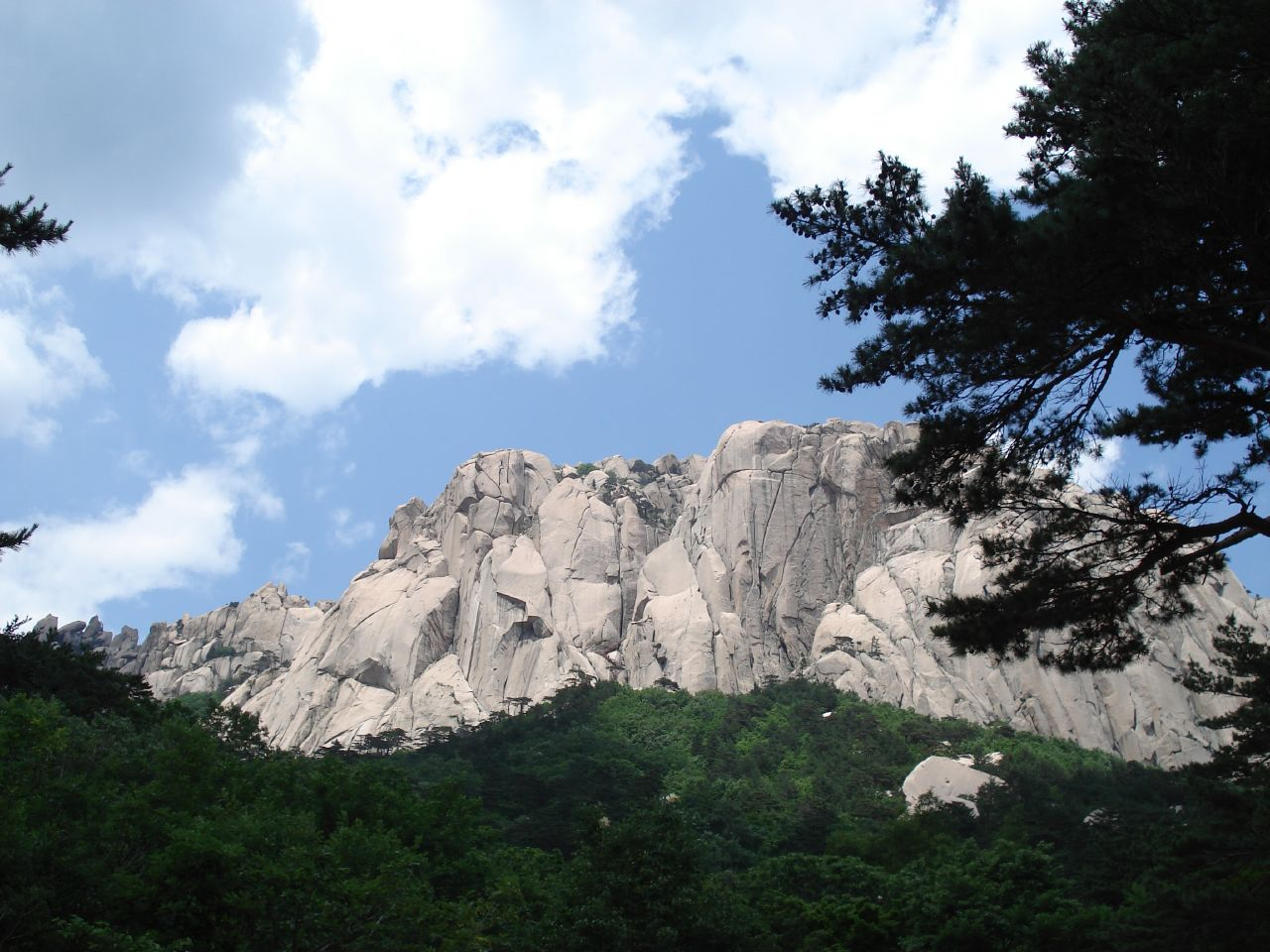
مشهد لجبل سوراك.

دايدونغ يوجيدو، خريطة لكوريا.

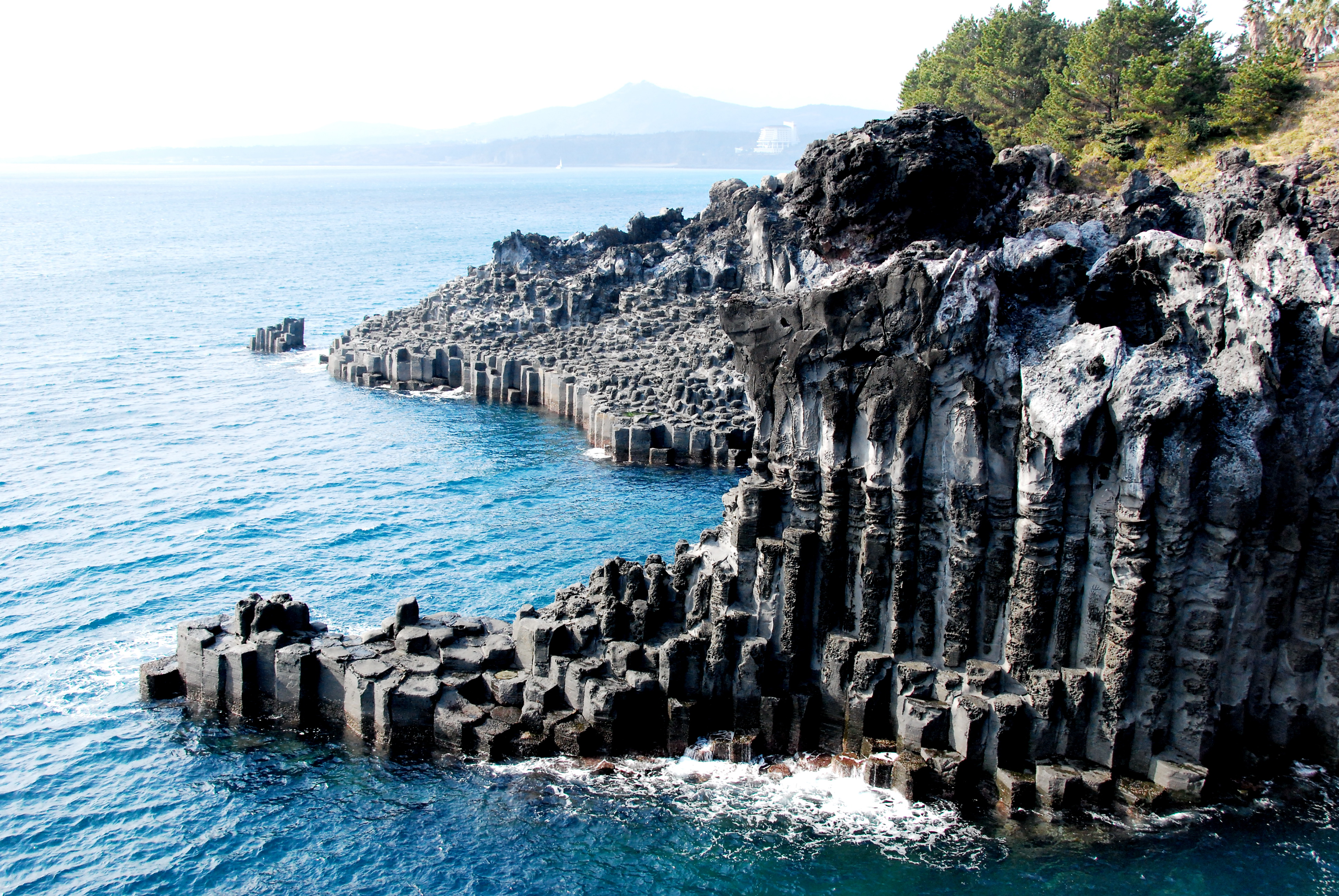
شاطئ جزيرة جيجو.

تقع كوريا في شبه جزيرة كوريا في الشرق من آسيا. يحدها من الشمال الغربي نهر آمنوك (نهر يالو) والذي يفصلها من الصين، ويحدها من الشمال الشرقي نهر دومان (نهر تومين) والذي يفصلها عن الصين وروسيا. يحيط بشبه الجزيرة البحر الأصفر من الغرب، وبحر الصين الشرقي ومضيق كوريا من الجنوب، وبحر اليابان (بحر الشرق) من الشرق. لكوريا جزر تابعة من أهمها: جزيرة جيجو (جيجودو)، وجزيرة أولنغ (أولنغدو)، وصخور ليانكورت (دوكدو).
الأجزاء الجنوبية والغربية من شبه الجزيرة هي سهول، بينما الأجزاء الشرقية والشمالية هي جبال. أعلى جبل في كوريا هو جبل بايكدو (بايكدوسان) بارتفاع 2,744 م ويمتد من الحدود مع الصين. الامتداد الجنوبي لجبل بايكدو يسمى بمرتفعات غايما والتي تغطي الحمم البركانية أجزاء منها. وفي جنوب غايما غوون تقع العديد من الجبال على طول الساحل الشرقي لشبه الجزيرة. تدعى سلسلة الجبال هذه باسم بايكدودايغان. تشمل هذه السلسلة بعض الجبال مثل جبل سوبايك (سوبايكسان) بارتفاع 1,439 وجبل كمغانغ (كمغانغسان) بارتفاع 1,638 وجبل سوراك (سوراكسان) بارتفاع 1,708 وجبل تايبايك (تايبايكسان) بارتفاع 1,567 وجبل جيري (جيريسان) بارتفاع 1915. كما توجد العديد من الجبال والتي تتجه في نفس اتجاه بايكدودايغان. تطورت هذه الجبال على امتداد الخط التكتوني للعصر الوسيط واتجاهها إلى الشمال الغربي.
على عكس الجبال القديمة على البر، فإن العديد من جزر كوريا المهمة تشكلت عن طريق النشاط البركاني عندما تكونت الجبال في الدهر الحديث. تعتبر جزيرة جيجو - الواقعة قبالة الساحل الجنوبي - جزيرةً بركانيةً كبيرة والذي يعتبر جبلها (جبل هالا) الأعلى في كوريا الجنوبية بارتفاع 1950. كما تعتبر جزيرة أولنغ جزيرةً بركانيةً تقع في بحر اليابان (بحر الشرق) والتي تحتوي تركيبتها على فلزات أكثر من جزيرة جيجو. تميل الجزر البركانية لتكون أصغر عمراً وباتجاه الغرب.
لكون الجبال تقع في الشرق فإن الأنهار الرئيسية تميل للتدفق نحو الغرب. ومع ذلك فإن نهرين يعتبران اسثناءً وهما نهر ناكدونغ (ناكدونغ غانغ) ونهر سومجن (سومجن غانغ). الأنهار الرئيسية التي تتدفق للغرب تضم نهر آمنوك، ونهر تشونغتشون (تشونغتشون غانغ)، ونهر تايدونغ (تايدونغ غانغ)، نهر الهان (هان غانغ)، ونهر غم (غم غانغ)، ونهر يونغسان (يونغسان غانغ). لهذه الأنهار سهول واسعة قابلة للفيضان توفر بيئة مناسبة لزراعة الأرز الرطب.
تتشكل السواحل الجنوبية والجنوبية الغربية من كوريا سواحل لأودية مغمورة بشكل متقدم تعرف باسم دادوهاي جن في كوريا. توفر السواحل المعقدة بحاراً معتدلة، كما يسمح المناخ الهادئ بالملاحة الآمنة، والصيد، واستزراع الأعشاب البحرية. بالإضافة للشريط الساحلي المعقد فإن الساحل الغربي لشبه الجزيرة الكورية له معدل عالي للمد والجزر (يمكن أن يعلو ليصل لمسافة 9 متر في إنشتون في منتصف الساحل الغربي). كما أخذت مسطحات المد والجزر الواسعة بالنمو على الساحلين الجنوبي والغربي.

## التركيبة السكانية
يبلغ عدد سكان الكوريتين معاً حوالي 73 مليون (كوريا الشمالية 23 مليون، كوريا الجنوبية 50 مليون). يعتبر سكان كوريا من مجموعة عرقية متجانسة للغاية ممن يتحدث اللغة الكورية كلغة أم. كما ازداد عدد المقيمين الأجانب منذ أواخر القرن العشرين، وبشكل خاص في كوريا الجنوبية والتي يقيم فيها أكثر من مليون مقيم. ومن المقدر أن حوالي 26,700 فقط من المجتمع الصيني القديم ما زال موجوداً في كوريا الجنوبية. ومع ذلك فإن عدد الصينين المهاجرين قد بلغ 624,994 ممن هاجر إلى كوريا الجنوبية، منهم حوالي 443,566 من أصل كوري. كما توجد مجتمعات صغيرة من العرقية الصينية واليابانية في كوريا الجنوبية.

### اللغة

هنمنجونغم والتي سميت فيما بعد بالهانغل.

الكورية هي اللغة الرسمية لكل من كوريا الشمالية والجنوبية وأيضا في ولاية يانبيان ذاتية الحكم في منطقة منشوريا في الصين (جنباً إلى جنب مع المندرين). عالمياً فإن للكورية 80 مليون ناطق. 50 مليون منهم في كوريا الجنوبية، 23 مليون في كوريا الشمالية. كما يوجد حوالي 1,8 مليون ناطق في الصين، وحوالي 900 ألف في الولايات المتحدة، وحوالي 350 ألف في الاتحاد السوفيتي سابقاً وحوالي 700 ألف في اليابان، وحوالي 100 ألف في كندا، وحوالي 70 ألف في ماليزيا وحوالي 150 ألف في أستراليا. كما يقدر عدد المتحدثين بالكورية بسبب متطلبات العمل (على سبيل المثال: موظفو المبيعات أو رجال الأعمال ذوو الاتصالات مع الكوريين)، أو بسبب الزواج من مواطني كوريا أو لمصلحة خاصة باللغة بحوالي 700 ألف.
أصل اللغة الكورية أمر متنازع عليه. بعض اللغويين ضمها للغات الألطية، بينما اعتبرها البعض الآخر لغة معزولة. تعتبر اللغة الكورية متراصة في تركيب جملتها وتعتمد على نظام الفاعل ثم المفعول ثم الفعل في ترتيب كلماتها.
كمثيلاتها اليابانية والفيتنامية فقد اقترضت الكورية الكثير من الكلمات من اللغة الصينية أو اخترعتها بناء على نموذج صيني. اللغة الكورية الحديثة تكتب على نمط الألفبائية الكورية (تعرف بالهانغل في كوريا الجنوبية وتشوسنغل في الصين وكوريا الشمالية) والتي اخترعت في القرن الخامس عشر.
قد تظهر الهانغل على أنها رسم لفظي لكنها ألفبائية فونيمية منظمة إلى مقاطع لفظية. كل مقطع يحتوي على الأقل 2 من 24 حرف هانغل (جامو): على الأقل واحد من كل من 14 حرف صامت و 10 حروف مصوتة. تاريخياً كان للألفبائية العديد من الحروف الإضافية. لوصف عن فونولوجيا الحروف شاهد: فونولوجيا كورية. أحياناً ما تضاف الهانجا (مقاطع صينية) والألفبائية اللاتينة مع نصوص الهانغل خصوصاً في كوريا الجنوبية.

## الحضارة والفنون

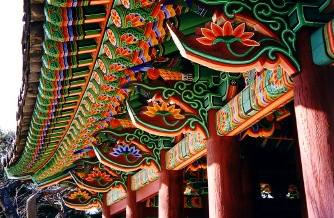
عمارة بوذية كورية.

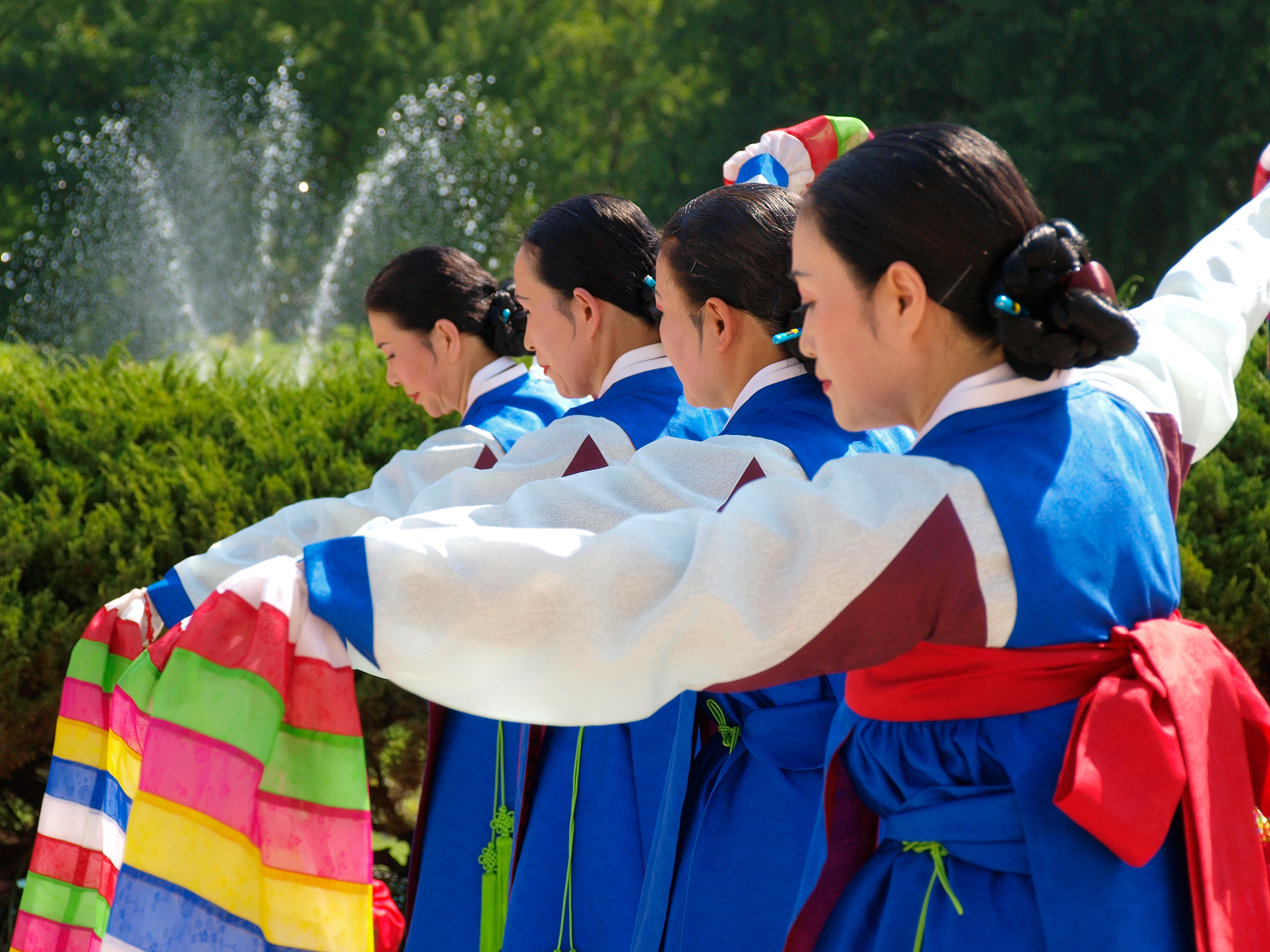
رقص تقليدي كوري (جينجو غومو).

تشير النصوص الصينية القديمة لكوريا بأنها «أنهار وجبال مزخرفة بالحرير» (금수강산 | 錦繡江山) كما أشارت إليها على أنها «أمة الآداب الشرقية» (동방예의지국 | 東方禮儀之國). يعتبر الكوريين حديثي الولادة بعمر سنة، لأنهم يعتبرون فترة الحمل عمراً للطفل الرضيع، كما أن أعمار تزيد في يوم رأس السنة لا في الذكرى السنوية ليوم المولد. ولذلك فإن الطفل الذي يولد قبل رأس السنة الكورية بأيام قليلة يكون عمره أياماً قليلة في الحساب الغربي ولكنه يكون بعمر سنتين في كوريا. ولذلك فإن أعمار بعض الكوريين تزيد بعام أو عامين عنها في الحساب الغربي. مع ذلك فإن الحساب الغربي يطبق في الأمور القانونية في كوريا الجنوبية مثل السن القانوني لشراء الكحول أو السجائر حيث يجب أن يبلغ 19 ليسمح له.

### الأدب
يسمى الأدب الكوري الذي كتب قبل نهاية عصر مملكة جوسون بمسميين إما «الكلاسيكي» أو «التقليدي:». بدأ استخدام الحروف الصينية (الهانجا) في نفس الوقت الذي وصلت فيه النصوص الصينية إلى شبه الجزيرة. كان العلماء الكوريون يكتبون الشعر بأسلوب كوري كلاسيكي في القرن الثاني قبل الميلاد والتي عكست الأفكار والأخبار الكورية في ذلك الوقت. للأدبيات الكورية الكلاسيكية جذورها في المعتقدات الشعبية التقليدية بالإضافة للحكايات الشعبية لشبه الجزيرة، والتي تتأثر بشكل كبير بكل من الكونفوشيوسية، والبوذية، والطاوية.
غالباً ما يرتبط الأدب الحديث مع تطور الهانغل، والذي ساعد على انتشار القراءة والكتابة من الطبقة الأرستقراطية إلى طبقة العوام من الرجال والنساء. ومع ذلك فلم تهيمن الهانغل على الأدب الكوري إلا في النصف الثاني من القرن التاسع عشر، مما نتج عنه نمواً سريعاً في الأدب الكوري. على سبيل المثال فالروايات المكتوبة بالهانغل تدعى «سنسوسول».
قادت الحرب الكورية إلى تطور الأدبيات المرتكزة على جروح وفوضى الحرب. أدبيات ما بعد الحرب في كوريا الجنوبية تتناول مواضيعها الحياة اليومية للناس العاديين، وكفاحههم مع الألم الوطني. كما أن انهيار منظومة القيم التقليدية هو موضوع مشترك لهذه الفترة.

### الديانة

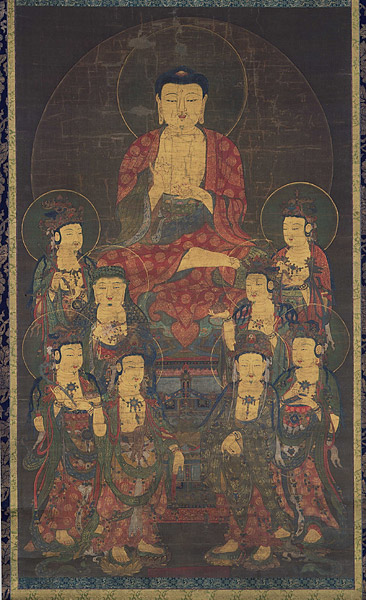
أميتاب والمستنيرين (البوداسف) الثمانية، طومار من عقد 1300 من غوريو

هيمنت تقاليد الكونفشيوسية على الفكر الكوري جنباً إلى جنب مع البوذية والطاوية والشامانية الكورية. ومنذ منتصف القرن العشرين أخذت المسيحية والبوذية بالتنافس سوياً في كوريا الجنوبية في حين قمعت السلطات الكورية الشمالية أي ممارسة دينية. وعلى مر فترات التاريخ الكوري وحضاراته ظلت المعتقدات - بغض النظر عن الانفصال - التقليدية المستمدة من الشامانية الكورية والماهايانا البوذية والكونفشيوسية والطاوية كدين كامن للكوريين وجانباً حيوياً من حضارتهم، وتزامنت هذه التقاليد سلمياً منذ مئات السنين على الرغم من حملات التغريب المسيحية التبشيرية في كوريا الجنوبية أو ضغط الحكومة الزوتشية في كوريا الشمالية.
وفقاً لإحصاءات حكومة كوريا الجنوبية من عام 2005 فقد أوضح ما يقارب من 46% من المواطنين أنهم لا يتبعون ديناً محدداً. في حين يتبع 29.2% المسيحية (18.3% بروتستانت و 10.9% كاثوليك) بينما حصلت البوذية على 22.8%.
يقدر عدد مسلمي كوريا الجنوبية بحوالي 45 ألف من السكان الأصليين (ما يقارب من 0.09% من نسبة السكان) بالإضافة لوجود 100 ألف عامل أجنبي من الدول الإسلامية.

### المطبخ

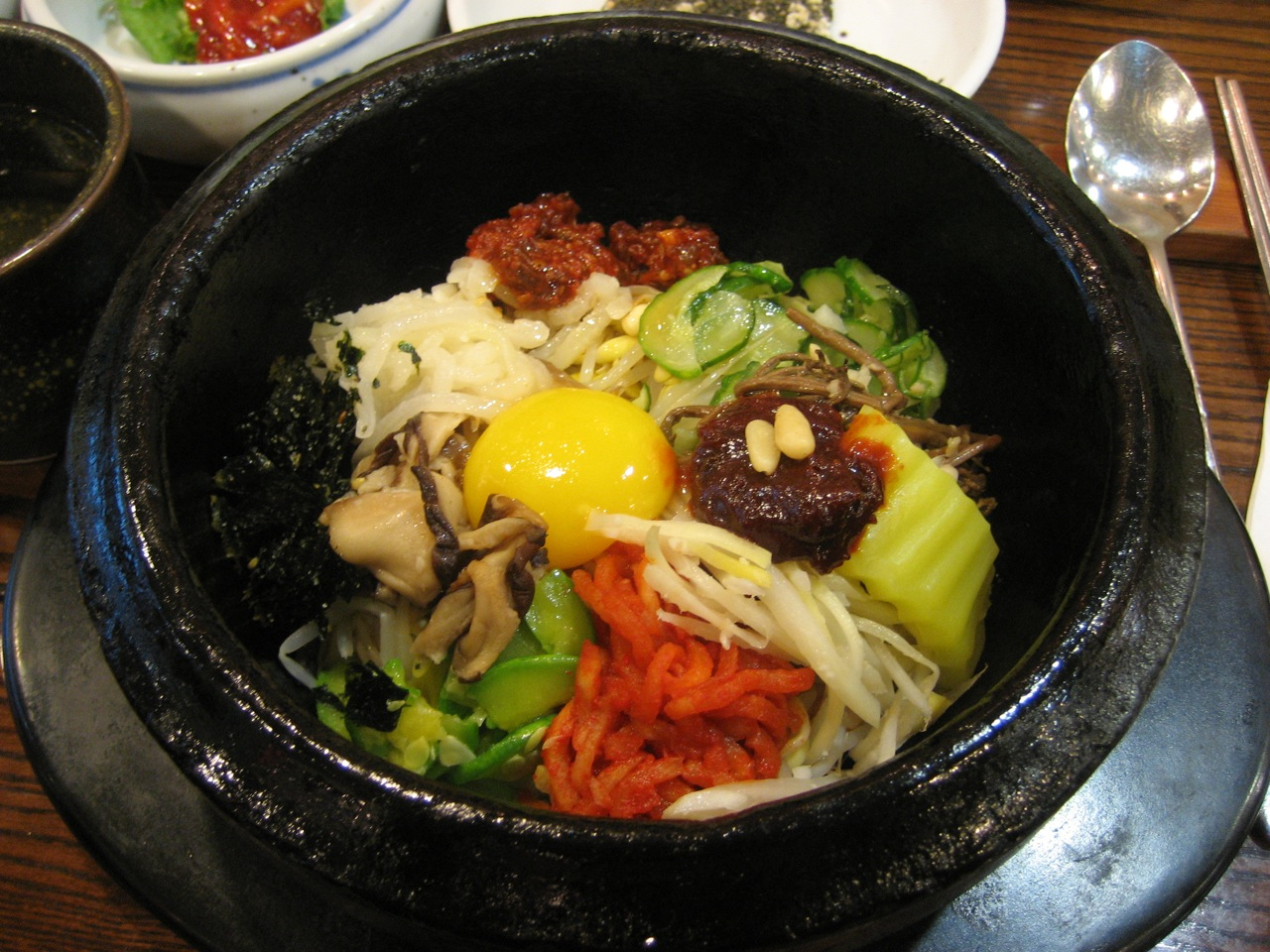
البيبيم باب

المطبخ الكوري هو على الارجح المعروف كيمتشي، والذي يستخدم المميزة للحفاظ على عملية تخمير الخضروات، والأكثر شيوعا الملفوف. جوتشوكانج (صلصة الكورية التقليدية المصنوعة من الورق الأحمر) كما تستخدم عادة، وغالبا الفلفل مسحوق (الشطة) كسب المطبخ سمعة لكونه حار.
بولجوجي (اللحم المشوي منقع، عادة ما تكون لحوم البقر)، قلبي (الأضلاع المشوية منقع قصيرة)، و سامجيوبسال (بطن الخنزير) وجبات خفيفة من اللحوم الشعبية. وجبات الطعام وعادة ما تكون مصحوبة الحساء أو اليخني، مثل الضلوع (مطهي الاضلاع جالبيتانج) ودوينجانج جاجا (حساء معجون الفول المخمر). في وسط المائدة مليء بمجموعة مشتركة من الاطباق الجانبية تسمي بانتشان. كما أنها عادة ما تكون مصحوبة سوجو، المشروبات الكحولية الشعبية الكورية المصنوعة من الأرز.
من الأكلات الشعبية البيبيم باب التي تعني حرفيا «الأرز والخضر» (خليط الأرز مع اللحم والخضار ومعجون الفلفل) و ناينجميون (الشعرية الباردة).
كذلك، المعكرونة الفورية تسمي راميون تحظى بشعبية. الكوريون أيضا يستمتعوا بالطعام من بوجانجماتشاس  (بائع متجول)، حيث يمكن لأحد أن يشتري الكعكة السمك، تتيوكبوكي (كعكة أرز وكعكة السمك مع صلصة التوابل جوتشوكانج)، والأطعمة المقلية بما في ذلك الحبار، والبطاطا، والفلفل والبطاطا والخس. مثلجات، السجق مصنوع من معجون الفول وبراعم الفاصوليا الخضراء محشوة في الأمعاء والخنازير، ويؤكل على نطاق واسع.

## التعليم
النظام المدرسي الكوري الحديث يتكون من 6 سنوات في المدرسة الابتدائية، و3 سنوات في المدرسة المتوسطة، و3 سنوات في المدرسة الثانوية. من المفترض أن يذهب الطلاب إلى المدرسة الابتدائية والمتوسطة، بدون دفع تكاليف التعليم، وباستثناء لقاء رسوم صغيرة تدعى «عملية رسم دعم المدرسة» الذي يختلف من مدرسة إلى مدرسة. (أجور المدرسين تدفع من الضرائب) والبرنامج الدولي لتقييم الطلاب، التي تنسقها منظمة التعاون والتنمية، يحتل حالياً المركز في كوريا الجنوبية والعلوم والتعليم كا 3rd الأفضل في العالم، ويجري أعلى بكثير من متوسط منظمة التعاون والتنمية.
كوريا أيضا في صفوف 2nd الرياضيات والأدب و1st في حل المشكلات. على الرغم من أن طلاب كورية الجنوبية في كثير من الأحيان يحتلوا مرتبة عالية في الاختبارات الدولية المقارنة، إلا أن نظام التعليم في بعض الأحيان يتعرض لانتقادات بسبب تركيزه على تعليم والتحفيظ السلبي. نظام التعليم الكوري هو أكثر صارمة وتنظيما من معظم المجتمعات الغربية. أيضاً التكلفة العالية وعدم الاعتماد على المدرسة مؤسسة خاصة (هاكون [학원]) هو انتقادات باعتبارها واحدة من مشكلة اجتماعية كبرى. بمجرد دخول الطلاب الجامعات، فإن الوضع ينعكس بشكل ملحوظ.

## العلوم والتكنولوجيا

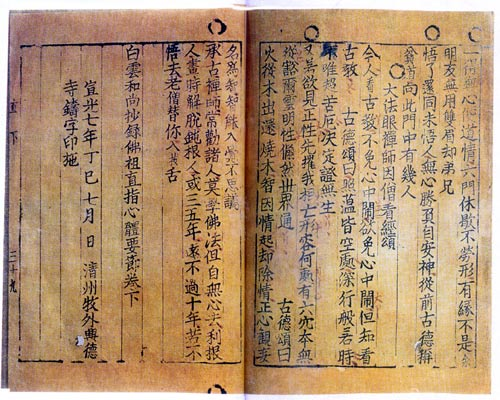
جيكجي، تعاليم البوذية مختارة من الحكماء وسيون الماجستير، في وقت يعرف الكتاب المطبوع مع منقولة نوع المعدن، 1377. bibliothèque ناسيونال دو باري.

واحدة من أفضل الأعمال الفنية المعروفة في تاريخ كوريا للعلوم والتكنولوجيا هو المرصد الفلكي تشومسونغداي (첨성대 ،瞻星臺)، وهو علي ارتفاع 9.4 متر بنيت في العام 634.
وأقرب مثال ما زال باقي علي الطباعة الخشبية الكورية هو موجيجونجوانج العظمى داهاراني سوترا.  ويعتقد أنه طبع في كوريا في عام 750-751 ميلادي والتي، إذا كان صحيحا، من شأنه أن يزيد عمرها عن سوترا الماس. جوريو الحرير كان بتقدير كبير من قبل الغربيين على الرغم من انة ليس بثمن الحرير الصيني. الخزف الكوري يصنع أزرق وأخضر سيلادون كان أعلى مستوى من الجودة وسعى بعد حتى من قبل التجار العرب. جوريو كان لديها اقتصاد الصاخب مع رأس المال التي كان يرتادها التجار من جميع أنحاء العالم المعروفة.
خلال الفترة جوسون كانت اخترع كوبوكسون (السفينة السلحفاة)، والتي كانت تغطيها سطح السفينة الخشبية والحديد مع الشوك،  وكذلك أسلحة أخرى مثل بيجيويكجنتشيلو (مدفع الكرة) (비격진천뢰، 飛擊震天雷 هواتشا.
والأبجدية الكورية الهانغول تم اختراعها خلال هذا الوقت علي يد سيجونج العظيم.

## قراءات أخرى
- تشون، توك شو. «كوريا في جماعة المحيط الهادئ». التربية الاجتماعية 52 (آذار / مارس 1988)، 182. اكساجولا 368 177.
- Cummings، بروس. بين الكوريتين. نيويورك: رابطة السياسة الخارجية، 1984.
- التركيز على الدراسات الآسيوية. الموضوع الخاص: «كوريا: ودليل المعلم». رقم 1، خريف 1986.
- جي ووك شين / مايكل روبنسون (Ed.). الحداثة الاستعمارية في كوريا، كامبريدج، ماساشوستس [Au] : جامعة هارفارد، مركز آسيا، وزعت من قبل جامعة هارفارد. الصحافة عام 1999. الرقم المعيارى الدولي 0-674-07608-7.
- جو، جيه & تشوى، ها التقليدية كوريا : تاريخ ثقافي، سيول : Holly، 1997.
- Joungwon، قسمت كوريا حزب العدالة والتنمية : سياسة التنمية، مطبعة جامعة هارفارد، 1975.
- لي كي البيك. تاريخ جديد لكوريا الجنوبية. كامبريدج : زيادة في جامعة هارفارد، 1984.
- لي سانغ سوب. «والفنون والآداب في كوريا». والدراسات الاجتماعية 79 (تموز آب 1988): 153-60. اكساجولا 376 894.
- تاي جين، Y. «عدم مشروعية المعاهدات القسري القيادية لليابان الضم لهان الامبراطورية العظمى»، واللجنة الوطنية الكورية لليونسكو، المجلد 36، العدد 4، 1996.
- دنيس هارت، من التقليد إلى الاستهلاك : بناء ثقافة الرأسمالية في كوريا الجنوبية. سيول : Jimoondang حانة. 2003.
- فوج جلوسيسترشاير ومعركة نهر امجين، الحرب الكورية
- المذكرة الإعلامية لمنظمة التعاون والتنمية صحة البيانات لعام 2009 : كيف كوريا قارن : منظمة التعاون الاقتصادي والتنمية. (2009).

## وصلات خارجية
- Korea على مشروع الدليل المفتوح